# Tập đoàn Casino
Tập đoàn Casino (tiếng Pháp Casino Guichard-Perrachon) là tập đoàn đa quốc gia của Pháp với lĩnh vực kinh doanh chính là bán lẻ và phân phối hàng hóa qua các đại siêu thị và siêu thị. Trụ sở chính tại Saint-Étienne.

## Hoạt động

### Châu Âu
- Pháp
- Hà Lan
- Thụy Sĩ

### Châu Á
- Thái Lan
- Việt Nam
- Ả Rập Xê Út
- Qatar
- Ấn Độ
- Iran
- Jordan
- Yemen
- Kuwait
- Bahrain

### Ấn Độ Dương
- Madagascar
- Mauritius
- Réunion

### Nam Mĩ
- Argentina
- Brasil
- Colombia

### Châu Phi
- Djibouti